# Castelul Takada
Castelul Takada (高田城 Takada-jō?) a fost un castel japonez în stilul perioadei Edo situat în centrul orașului Jōetsu, prefectura Niigata din regiunea Hokuriku din Honshu, Japonia. În timpul shogunatului Tokugawa, acesta era centrul domeniului Takada.

## Prezentare generală
Castelul Takada este situat lângă punctul de confluență a râurilor Seki și Yashiro, și utilizează o înălțimea mică înconjurată de râurile curbe, ca parte a șanțului său exterior. Castelul este situat, de asemenea, astfel încât să controleze gâtuirea în traseul principal dintre Marea Japoniei și regiunea Kantō la est. Începând cu secolul al XIV-lea, această zonă a fost condusă de o ramură a clanului Nagao, care a fost deținătoarea principală a clanului Uesugi sub shogunatul Muromachi. Clanul Nagao a construit castelul Kasugayama din apropiere, iar la mijlocul secolului al XVI-lea, Uesugi Kenshin (1530-1578) (fost membru al clanului Nagao, dar care a ajuns la conducerea clanul Uesugi) a unit provincia Echigo sub conducerea sa. Cu toate acestea, după moartea sa, clanul a fost forțat să se supună lui Toyotomi Hideyoshi și a fost transferat la Aizu. Hideyoshi l-a numit pe Hori Hideharu (1575-1606) ca stăpân al Echigo și s-a mutat de la Kasugayama la castelul Fukushima din portul Naoetsu. Clanul Hori a fost privat de proprietățile sale în 1610 de către Tokugawa Ieyasu la scurt timp după începerea shogunatului Tokugawa, și domeniul a fost dat celui de-al șaselea fiu al lui Ieyasu, Matsudaira Tadateru.
Matsudaira Tadateru era fiul lui Ieyasu cu o concubină și fusese trimis departe pentru a fi crescut de servitori imediat după naștere. El a fost numit daimyō al Fukaya în Musashi în 1599 și a fost transferat la Domeniul Sakura în 1602, urmat de Domeniul Kawanakajima în 1603. Numirea lui la Domeniul Takada a venit cu o kokudaka de 750.000 koku, făcând domeniul cel de-al doilea cel mai mare domeniu în Japonia și a fost destinat să compenseze dominația Domeniului Kanazawa condus de clanul Maeda. Deși Castelul Fukushima a fost bine proiectat și a fost în mod convenabil aproape de portul din Naoetsu, Tadateru a descoperit că era prea mic pentru forțele sale și că era supus inundațiilor frecvente. În 1614, el a decis să construiască un castel complet nou într-o locație mai în interiorul continentului.
În această perioadă de timp, relațiile dintre shogunatul Tokugawa și Toyotomi Hideyori și susținătorii acestuia din Osaka se apropiau rapid de războiul deschis. În consecință, shogunatul nu și-a putut permite nici timpul, nici banii pentru un nou castel la Takada. Shogunatul i-a ordonat lui Date Masamune (care era și socrul lui Tadateru) să organizeze construcția și a 13 case daimyō pentru a contribui la resursele și forța de muncă. Acestea i-au inclus pe Maeda Toshitsune de pe Domeniul Kanazawa și chiar pe fostul războinic al lui Echigo, Uesugi Kagekatsu, care se afla acum la Yonezawa. Construcția castelului a început la 15 martie 1614 și a fost mai mult sau mai puțin terminată doar patru luni mai târziu. Pentru a economisi timp și resurse, s-au folosit numai valuri de pământ, fără piatră, și nu a fost construită nici o tenshu.

## Structura
Castelul avea o suprafață de 800 x 400 de metri, cu o curte interioară de 220 x 230 metri, protejată de șanțuri și de un zid de argilă. Curtea avea două porți în stil masugata și un yagura cu trei etaje în colțul sud-vestic, care servea ca donjon. Curtea interioară era înconjurat de cea de-a doua incintă unde erau incinte terțiare mai mici spre nord-vest și sud-vest, cu un șanț larg. În comparație cu dimensiunile sale uriașe, Ccstelul Takada avea o structură simplă, cu doar trei yagura, și era în principal protejat doar de o combinație de șanțuri și zid de argilă.

## Istoric
Tadateru nu avea prea mult timp să se bucure de noul său castel. În timpul asediului de la Osaka din 1615, Tadateru s-a certat cu fratele său mai mare Shōgun Tokugawa Hidetada, care îl privea ca un potențial rival. Poziția lui Tadateru era, de asemenea, pusă în pericol de lipsa unui sentiment familiar a lui Tokugawa Ieyasu pentru cel de-al șaselea fiul al său și de faptul că frații săi mai tineri favorizați, Tokugawa Yoshinao, Tokugawa Yorinobu și Tokugawa Yorifusa, au ajuns la vârsta la care li s-au acordat domenii mari. Tadateru a fost înlăturat în 1616 și a fost reținut la castelul Takashima din provincia Shinano până la moartea sa, 50 de ani mai târziu.
Domeniul Takada a fost considerabil redus în kokudaka și a fost atribuit unei serii de fudai daimyō, dintre care mulți au deținut domeniul doar pentru o perioadă scurtă și au văzut această poziția ca fiind doar o piatră de temelie pentru o mai bună promovare. Domeniul a intrat sub controlul clanului Sakakibara în 1741, care a domnit până la restaurația Meiji.
Castelul Takada a fost distrus de un cutremur în 1665 și din nou în 1751. În 1802, tot castelul a ars, cu excepția porților și a turnurilor din colț.
Deși castelul nu a suferit nici un prejudiciu în timpul războiului Boshin, palatul reconstruit și yagura cu trei etaje au ars în 1870. În 1872, conform unui edict al guvernului Meiji, restul structurilor castelului au fost dezmembrate și șanțurile au fost umplute, jumătatea de est a castelului castel vândută și utilizată ca un teren pentru o școală. Partea centrală a castelului a devenit baza pentru Divizia 13 infanterie a Armatei japoneze imperiale. După cel de-al doilea război mondial, jumătatea centrală și ce a mai rămas din partea vestică a zonei castelului au devenit Parcul Takeda, unde s-au plantat peste 4.000 de copaci sakura. În contextul sărbătorilor de 20 de ani ale orașului Jōetsu (1991) s-a decis ca yagura din colț să fie reconstruită în forma sa originală, folosindu-se planuri vechi, șanțurile care au mai rămas. Zidurile de pământ au fost reparate și un pod care leagă curtea interioară cu cea secundară a fost, de asemenea, restaurat.